# Nama nyelv
A nama nyelv vagy koikoi nyelv (namául: khoekhoegowab) az egyik leginkább elterjedt koiszan nyelv Dél-Afrika részén, amiben – sok dél-afrikai nyelvhez hasonlóan – vannak ún. csettintő mássalhangzók. A namát három törzs beszéli, ezek: a nama, a damara és a haiǁom népcsoportok.
A khoekhoe egy nemzetközi nyelv Namíbiában, ahol tanítják is. Namíbiában és a Dél-afrikai Köztársaságban az állami tulajdonban lévő műsorszolgáltatási vállalatok rádiós műsorokat produkálnak és sugároznak ezen a nyelven.

## Nyelvjárások
- nama-damara, ide tartozik a sesfonteini damara nyelv is
- haiǁom
- ǂākhoe – önmagában dialektuskontinuum, de átmenetet képez a haiǁom és a kalahári khoe nyelvek között.

Ezek a nyelvjárások annyira különböznek egymástól, hogy külön nyelveknek tekinthetők.
- eini (kihalt) – szintén közel állt hozzá, de ma már különálló nyelvnek tekintik.

## Fonológia

### Magánhangzók
A namában összesen nyolc magánhangzó  van, ebből öt orális hang, /i e a o u/, három pedig nazális hang /ĩ ã ũ/. Az /u/ erősen kerekített, míg az /o/ kevésbé. A magánhangzók közül csak az /a/ hangnak van igazi allofónja, /ə/ hangként viselkedik az /i/ vagy az /u/ előtt.

### Tónus
A nama nyelvtanok három- (á, ā, à), vagy négyféle (a̋, á, à, ȁ) tónust különböztetnek meg, melyek minden morán előfordulhatnak. Az emelkedő tónus magasabb lesz, amikor előfordul egy másik emelkedő tónusban (/í ú/) vagy a nazálisban (/ń ḿ/), mint a középső vagy alacsony magánhangzókban.

### Hangsúly
Az állandósult szókapcsolaton belül, a szótári szavakban átvesz egy nagyobb hangsúlyt, mint a nyelvtani szavak. A szón belül, az első szótag veszi át a legtöbb hangsúlyt. A többi szótag már kevesebb és kevesebb hangsúlyt vesz át, és egyre gyorsabban és gyorsabban mondják.

### Mássalhangzók
A namában 31 mássalhangzó van. Ebből 20 csettintő, és 11 nem csettintő hang található.
Nem csettintő mássalhangzók:
|                          | Ajakhang (bilabiális) | Fogmederhang (alveoláris) | Utószájpadláshang (veláris) | Gégehang (glottális) |
| ------------------------ | --------------------- | ------------------------- | --------------------------- | -------------------- |
| Orrhang (nazális)        | [m] m                 | [n] n                     |                             |                      |
| Zárhang (plozíva)        | [p ~ β] b/p           | [t ~ ɾ] t/d/r             | [k] k/g                     | [ʔ] -                |
| Zár-rés hang (affrikáta) |                       | [t͜sʰ] ts                  | [k͜xʰ] kh                    |                      |
| Réshang (frikatíva)      |                       | [s] s                     | [x] x                       | [h] h                |

Csettintő mássalhangzók:
|                             | Zár-rés csettintőhang             | Zár-rés csettintőhang               | "Éles" csettintőhang                    | "Éles" csettintőhang | hagyományos átírás a "ǃ" hangon bemutatva |
| Fog (dentáls) csettintőhang | Oldalsó (laterális) csettintőhang | Fogmeder (alveoláris) csettintőhang | Előszájpadlás (palatális) csettintőhang |                      | hagyományos átírás a "ǃ" hangon bemutatva |
| --------------------------- | --------------------------------- | ----------------------------------- | --------------------------------------- | -------------------- | ----------------------------------------- |
| Egyszerű                    | ᵏǀ                                | ᵏǁ                                  | ᵏǃ                                      | ᵏǂ                   | ⟨ǃg⟩                                      |
| Hehezetes (aspiráns)        | ᵏǀʰ                               | ᵏǁʰ                                 | ᵏǃʰ                                     | ᵏǂʰ                  | ⟨ǃkh⟩                                     |
| Orrhangú (nazális)          | ᵑǀ                                | ᵑǁ                                  | ᵑǃ                                      | ᵑǂ                   | ⟨ǃn⟩                                      |
| Zöngétlen hehezetes nazális | ᵑ̊ǀʰ                               | ᵑ̊ǁʰ                                 | ᵑ̊ǃʰ                                     | ᵑ̊ǂʰ                  | ⟨ǃh⟩                                      |
| Gége-nazális                | ᵑ̊ǀˀ                               | ᵑ̊ǁˀ                                 | ᵑ̊ǃˀ                                     | ᵑ̊ǂˀ                  | ⟨ǃ⟩                                       |

## Mintaszöveg
A következő mondat egy mintaszöveg nama nyelven:
Nē ǀkharib ǃnâ da ge ǁgûn tsî ǀgaen tsî doan tsîn; tsî ǀnopodi tsî ǀkhenadi tsî ǀhuigu tsî ǀamin tsîn; tsî ǀkharagagu ǀaon tsîna ra hō.
Ebben a régióban vándorantilopot, oryxot és fehértorkú vízirigót; frankolin-fajdot, guineai baromfit, túzokot és struccot; és még különféle fajtájú kígyót találunk.